# Clytia arborescens
Clytia arborescens är en nässeldjursart som beskrevs av Francois Jules Pictet de la Rive 1893. Clytia arborescens ingår i släktet Clytia och familjen Campanulariidae.
Artens utbredningsområde är Indiska oceanen. Inga underarter finns listade i Catalogue of Life.